# Ringers-albums
Ringers-albums zijn plaatjesalbums die werden uitgegeven door de Ringers' Cacao- en Chocoladefabrieken.
In totaal verschenen drie albums:
- Flitsende vinnen, een album over de Nederlandsche zoetwatervissen (1934)
- Bottende takken, over het Nederlandsche bos en wat daarin leeft (1935)
- Ruimtevaart, met tekst van P.R.O. Peller, 80 plaatjes van R. en R. Das (1965)